# Gare de Tongxiang
La gare de Tongxiang (chinois : 桐乡站) est une gare ferroviaire chinoise de la LGV Shanghai - Hangzhou, située au sud de la ville-district de Tongxiang, sous la juridiction de la ville-préfecture de Jiaxing, dans la province de Zhejiang.

## Situation ferroviaire
Établie à 7 mètres d'altitude, la gare de Tongxiang est située au point kilométrique (PK) 112 de la LGV Shanghai - Hangzhou, entre les gares de Jiaxing-Sud et de Haining-Ouest.